# Léda et le Cygne (Le Tintoret)
Pour les articles homonymes, voir Léda et le Cygne.
Léda et le Cygne est une peinture à l'huile sur toile de 167 × 221 cm réalisée par le peintre italien maniériste Le Tintoret. Datant de 1550-1560 environ elle est conservée au musée des Offices à Florence.

## Histoire
L'œuvre, à la fin du XVIIIe siècle, figurait dans les collections du duc d'Orléans à Paris, puis à Londres, chez le duc de Bridgwater et, en 1857, chez Paul Norton. Elle fut finalement donnée au musée des Offices par Arturo De Noè Walker en 1895.
La restauration de 1988 (retouchée en 1994), qui redécouvrait ses remarquables qualités picturales, dissipa les doutes quant à l'attribution. De l’œuvre, les Offices conservent une autre version dans les réserves, provenant des collections de Alessandro Contini-Bonacossi, laquelle a été coupée à une époque non précisée en enlevant la servante, dont il reste un morceau de la robe. De plus, cette version, d'une qualité picturale remarquable, est considérée comme autographe et constitue probablement le prototype, aujourd'hui mutilé, de l'œuvre présentée dans la galerie.
La datation de la toile a toujours été source de critiques discordantes, même si de nos jours, on la rapproche d'œuvres mythologiques telles que Mars et Vénus surpris par Vulcain de l'Alte Pinakothek de Munich ou d'œuvres bibliques telles que celles du Prado (Joseph et la femme de Putiphar, Judith et Holopherne).

## Description et style
La scène se passe dans un intérieur où Léda, nue et à moitié allongée, effleure le cygne venant de la droite, regardant cependant la servante qui se tient à gauche, près d'une cage contenant un canard. D'autres animaux accompagnent la scène, tels que le jeune chien se précipitant vers sa jeune propriétaire, le perroquet dans la cage à l'arrière-plan ou le chat qui regarde vers le spectateur. La belle protagoniste ne porte que des perles, un collier et des cheveux raffinés.
La composition se joue sur la ligne diagonale du corps de Léda, et aussi sur le contraste du rideau rouge derrière elle, qui ferme le lit à baldaquin dont un seul coin est visible. Cette direction forte qui va du bas vers la gauche et du haut vers la droite contraste avec la ligne de force de la servante, de direction opposée, générant un schéma en « V » raffiné, extrêmement dynamique.